# Gautama (Rishi)
Gautama Maharishi (Sanskrit गौतम gautama m.) ist im Hinduismus einer der sieben Weisen (saptarishi).

## Mythos
Gautama war mit Ahalya verheiratet, die die erste der von Brahma geschaffenen Frauen war und als die schönste aller Frauen galt. Der Götterkönig Indra verliebte sich in Ahalya. Um sie zu erlangen, verwandelte er sich in einen Hahn und krähte vorzeitig, worauf Gautama aufstand und das Haus verließ, um das morgendliche Opfer zu verrichten. Indra nahm nun Gautamas Gestalt an und schlief mit der ahnungslosen Ahalya. Gautama verfluchte nun seine Frau, die darauf versteinerte. Als Rama versehentlich die versteinerte Ahalya mit seinem Fuß berührte, wurde sie vom Fluch befreit.